# ديفيد بيست (لاعب هوكي الحقل)
ديفيد بيست هو لاعب هوكي الحقل كندي، ولد في 1949.

## وصلات خارجية
- ديفيد بيست على موقع الاتحاد الدولي للهوكي (الإنجليزية)
- ديفيد بيست على موقع اللجنة الأولمبية الدولية (الإنجليزية)
- ديفيد بيست على موقع أوليمبيديا (الإنجليزية)